# (36572) 2000 QR121
2000 QR121 (asteroide 36572) é um asteroide da cintura principal. Possui uma excentricidade de 0.09915320 e uma inclinação de 14.43644º.
Este asteroide foi descoberto no dia 25 de agosto de 2000 por LINEAR em Socorro.